# Le Kid en kimono
Pour plus de détails, voir Fiche technique et Distribution.
Le Kid en kimono (The Geisha Boy) est un film américain réalisé par Frank Tashlin en 1958.

## Synopsis
Gilbert Wooley (Jerry Lewis) est un magicien pas très doué, heureusement aidé par son lapin blanc, bien meilleur magicien que lui. Il est envoyé au Japon pour distraire les soldats américains, ce qui entraîne une suite de catastrophes. Il se lie d'amitié avec un petit orphelin et tombe sous le charme de sa tante, une ravissante Japonaise, dont le père évoque curieusement le terrible officier japonais du Pont de la rivière Kwaï. Après avoir hésité devant les déclarations d'une Américaine de l'armée, et après une tournée mouvementée sur le front de Corée, il épousera la Japonaise et adoptera le petit orphelin. Et son lapin Harry se révélera être une lapine prolifique…

## Fiche technique
- Titre original : The Geisha Boy
- Titre français : Le Kid en kimono
- Pays d'origine :  États-Unis
- Année : 1958
- Réalisation : Frank Tashlin
- Scénario : Frank Tashlin, d'après une histoire de Rudy Makoul
- Producteur : Ernest D. Glucksman[1] et Jerry Lewis
- Société de production : Paramount Pictures et York Pictures Corporation
- Société de distribution : Paramount Pictures
- Directeur de production : Frank Caffey (manager de production)
- Direction artistique : Tambi Larsen et Hal Pereira
- Musique : Walter Scharf
- Photographie : Haskell B. Boggs
- Montage : Alma Macrorie
- Décors : Robert R. Benton et Sam Comer
- Costumes : 
  - Département costume et garde-robe : Bud Clark (homme) et Ruth Stella (femme)
  - Création des costumes : Sy Devore (homme) et Edith Head
- Maquillage : Harry Ray, Frank Westmore et Wally Westmore (artiste maquillage)
- Langue : anglais, japonais
- Format : Couleurs (Technicolor) – 35 mm – 1,85:1 – Mono
- Genre : Comédie
- Durée : 90 minutes
- Dates de sortie :
  -  États-Unis : 12 novembre 1958
  -  France : 16 décembre 1959
- Affiche : Boris Grinsson (France)

## Distribution
- Jerry Lewis (VF : Eddy Rasimi / Scènes supplémentaires : William Coryn) : Gilbert Wooley
- Nobu McCarthy (VF : Arlette Thomas) : Kimi Sikita[2]
- Barton MacLane (VF : Abel Jacquin) : Maj. Ridgley
- Suzanne Pleshette (VF : Michèle Bardollet) : Sgt. Pearson
- Ryuzo Demura : Ichiyama
- Sessue Hayakawa (VF : Serge Nadaud) : Mr. Sikita
- Marie McDonald (VF : Jacqueline Porel) : Lola Livingston
- Robert Hirano (VF : Linette Lemercier) : Mitsuo Watanabe[3]
- Dick Whittinghill (VF : Jacques Deschamps) : le second reporter
- Michael Ross (VF : Jean-Henri Chambois) : le sergent de l'Armée de l'air à l'accueil

Reste de la distribution non crédité
- Murray Alper : GI en Corée
- Stanley Cha : Journaliste sportif japonais
- Douglas Fowley : GI en Corée
- Alex Gerry (VF : Claude Péran) : Colonel Adams
- Alec Guinness : Lui-même[4]
- Bob Hope : Lui-même (images d'archives)
- Mike Mahoney : Garde chez Lockheed Air Terminal
- Sid Melton (VF : Guy Piérauld) : Chauffeur de taxi
- Lane Nakano : Jardinier japonais

Équipe de baseball des Los Angeles Dodgers
- Walter Alston : Manager
- Carl Erskine : Lanceur
- John Roseboro : Receveur
- Gino Cimoli : Champ gauche
- Carl Furillo : Champ droit
- Duke Snider : Champ centre
- Gil Hodges : 1re base
- Jim Gilliam : 2e base
- Charlie Neal : 3e base
- Pee Wee Reese : Arrêt-court